# Real Time Kinematic

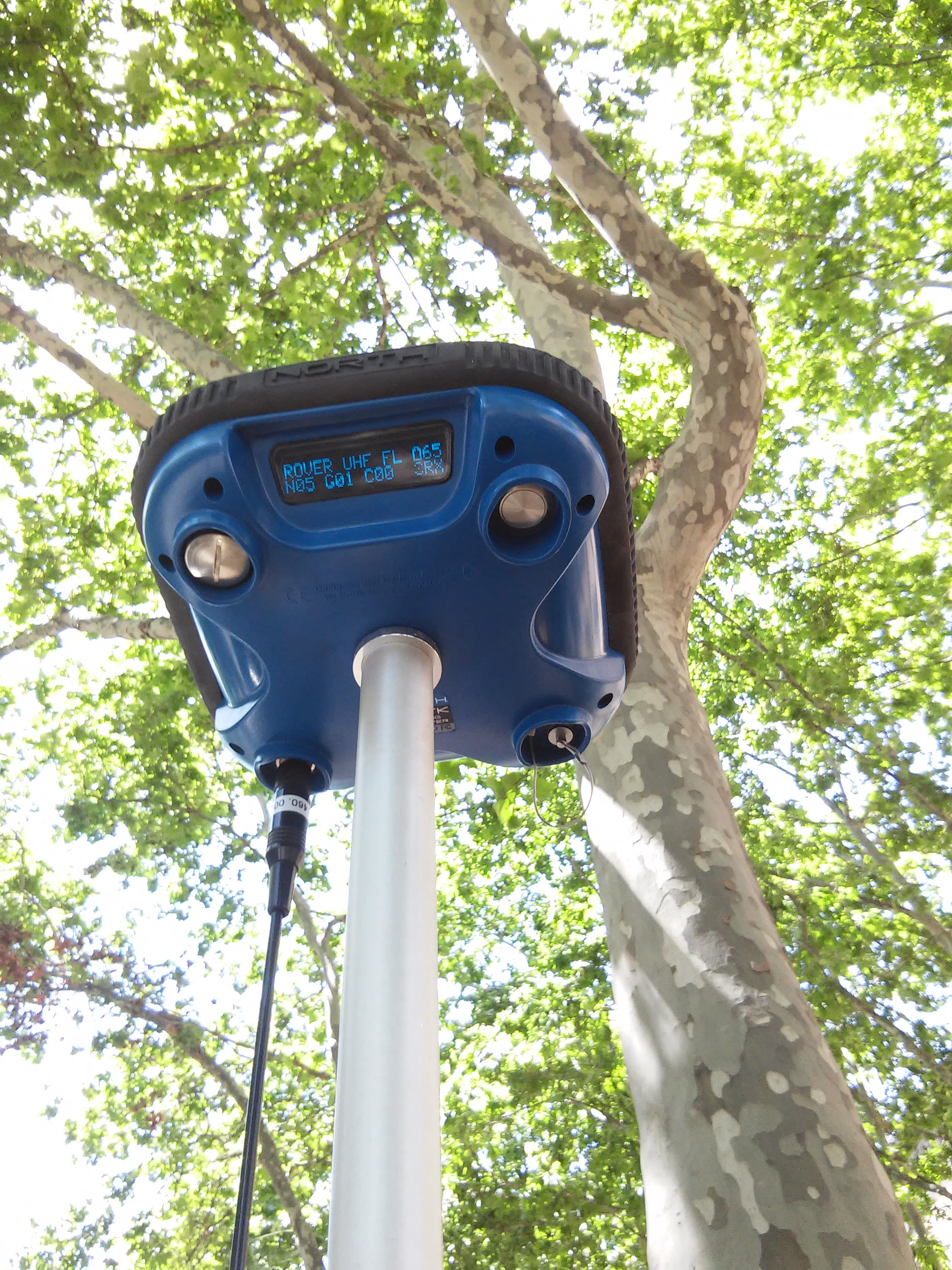
Receptor GNSS North SmaRTK operando sob condições de baixa recepção de sinais de satélites.

Real Time Kinematic (RTK) ou Posicionamento Cinemático em Tempo-Real é uma técnica de posicionamento relativo GNSS utilizada por sistemas como GPS, GLONASS, Galileo e outros. 
A técnica baseia-se na medição de fase da onda portadora dos sinais dos satélites (ao invés das informações transmitidas por estes sinais) e sua correção utilizando dados oriundos de estações de referência. Uma estação de referência é um receptor GNSS fixo que possui sua posição previamente conhecida: esta estação de referência mede as fases das ondas portadoras para os satélites que detecta e envia estas medições ao receptor do usuário utilizando um sistema de telecomunicação. O receptor do usuário compara a medição recebida da estação de referência com sua própria medição para um mesmo satélite, realizando a correção da onda portadora para cálculo da posição . Desta forma, os efeitos de interferências nos sinais (como erro do relógio do satélite, erros de efemérides e erros decorrentes da propagação do sinal na atmosfera, etc. que produzem os erros na pseudodistância) são minimizados.

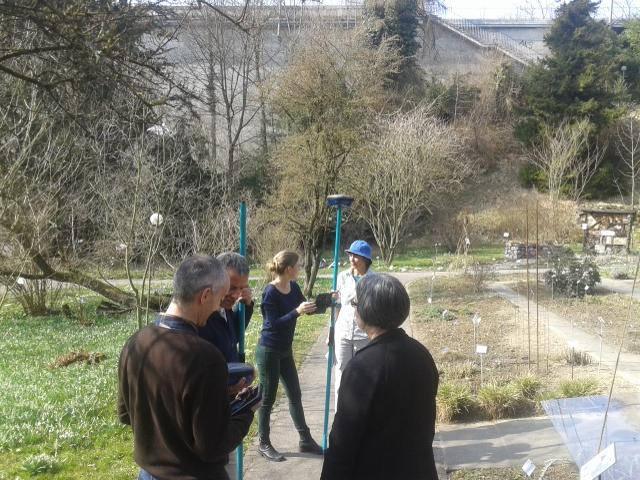
Receptor GNSS RTK utilizado para levantamento da população florestal na Suíça

Para ser funcional, a técnica exige um receptor GNSS equipado com tecnologia RTK, a existência de uma ou mais estações de referência (particulares ou serviços governamentais - como a Rede Brasileira de Monitoramento Contínuo no Brasil e ReNEP em Portugal), o acesso à uma rede de telecomunicação entre o receptor GNSS do usuário e a estação de referência, e que a distância entre o receptor e a estação de referência seja de, no máximo, 20 km .
A acurácia planimétrica do RTK pode atingir 0,02 - 0,2 m nos melhores casos, o que torna a técnica eficiente para atividades que demandam posicionamento de alta acurácia: exemplos incluem  agricultura de precisão, demarcação de terrenos, posicionamento para veículos autônomos, entre outros .

## Serviços disponíveis de correção
- Rede Brasileira de Monitoramento Contínuo (Brasil, mantida pelo IBGE)
- ReNEP (Portugal)